# Karl Zischek
Karl Zischek (ur. 28 sierpnia 1910 w Wiedniu, zm. 6 października 1985 tamże) – austriacki piłkarz, reprezentant Austrii, grający na pozycji napastnika.

## Kariera klubowa
Zischek rozpoczął swoją przygodę z piłką w zespole Wacker Wiedeń. Zischek spędził w tej drużynie całą swoją karierę piłkarską. Największy sukces z drużyną odniósł w sezonie 1946/47, kiedy Wacker zdobył Mistrzostwo Austrii i Puchar Austrii. Przez 20 lat gry w Wackerze zagrał w 265 spotkaniach, w których strzelił 107 bramek. 
| Sezon   | Klub          | Kraj       | Rozgrywki       | Mecze | Bramki |
| ------- | ------------- | ---------- | --------------- | ----- | ------ |
| 1929/30 | Wacker Wiedeń | Austria    | I. Liga         |       |        |
| 1930/31 | Wacker Wiedeń | Austria    | I. Liga         |       |        |
| 1931/32 | Wacker Wiedeń | Austria    | I. Liga         |       |        |
| 1932/33 | Wacker Wiedeń | Austria    | I. Liga         |       |        |
| 1933/34 | Wacker Wiedeń | Austria    | I. Liga         |       | 20     |
| 1934/35 | Wacker Wiedeń | Austria    | I. Liga         |       | 9      |
| 1935/36 | Wacker Wiedeń | Austria    | I. Liga         |       |        |
| 1936/37 | Wacker Wiedeń | Austria    | I. Liga         |       |        |
| 1937/38 | Wacker Wiedeń | Austria    | I. Liga         |       |        |
| 1938/39 | Wacker Wiedeń | III Rzesza | Gauliga Ostmark |       | 9      |
| 1939/40 | Wacker Wiedeń | III Rzesza | Gauliga Ostmark |       |        |
| 1940/41 | Wacker Wiedeń | III Rzesza | Gauliga Ostmark |       | 14     |
| 1941/42 | Wacker Wiedeń | III Rzesza | Gauliga Ostmark |       |        |
| 1942/43 | Wacker Wiedeń | III Rzesza | Gauliga Ostmark |       |        |
| 1943/44 | Wacker Wiedeń | III Rzesza | Gauliga Ostmark |       |        |
| 1944/45 | Wacker Wiedeń | III Rzesza | Gauliga Ostmark |       |        |
| 1945/46 | Wacker Wiedeń | Austria    | Erste Liga      | 15    | 3      |
| 1946/47 | Wacker Wiedeń | Austria    | Erste Liga      | 17    | 3      |
| 1947/48 | Wacker Wiedeń | Austria    | Erste Liga      | 6     | 0      |
| 1948/49 | Wacker Wiedeń | Austria    | Erste Liga      | 5     | 0      |

## Kariera reprezentacyjna
Karierę reprezentacyjną Zischek rozpoczął 16 maja 1931 w meczu przeciwko reprezentacji Szkocji, wygranym 5:0. Zischek zdobył w debiucie dwie bramki.
W 1934 został powołany na Mistrzostwa Świata. Wystąpił w 4 spotkaniach z Francją, Węgrami (w 51. minucie strzelił gola), Włochami i Niemcami. 
Po raz ostatni w reprezentacji zagrał po zakończeniu II wojny światowej, 20 sierpnia 1945, przeciwko Węgrom, w meczu przegranym 2:5. Łącznie w latach 1931–1945 Karl Zischek zagrał dla Austrii w 40 spotkaniach, w których strzelił 24 bramki.
| Mecze i gole w reprezentacji | Mecze i gole w reprezentacji | Mecze i gole w reprezentacji | Mecze i gole w reprezentacji | Mecze i gole w reprezentacji | Mecze i gole w reprezentacji | Mecze i gole w reprezentacji |
| #                            | Data                         | Miasto                       | Przeciwnik                   | Gol                          | Wynik                        | Rozgrywki                    |
| ---------------------------- | ---------------------------- | ---------------------------- | ---------------------------- | ---------------------------- | ---------------------------- | ---------------------------- |
| 1.                           | 16.05.1931                   | Wiedeń                       | Szkocja                      | Gol · Gol                    | 5:0                          | towarzyski                   |
| 2.                           | 24.05.1931                   | Berlin                       | Niemcy                       | Gol                          | 6:0                          | towarzyski                   |
| 3.                           | 13.09.1931                   | Wiedeń                       | Niemcy                       |                              | 5:0                          | towarzyski                   |
| 4.                           | 04.10.1931                   | Budapeszt                    | Węgry                        | Gol · Gol                    | 2:2                          | Puchar Europy Środkowej      |
| 5.                           | 29.11.1931                   | Bazylea                      | Szwajcaria                   | Gol                          | 8:1                          | Puchar Europy Środkowej      |
| 6.                           | 20.03.1932                   | Wiedeń                       | Włochy                       |                              | 2:1                          | Puchar Europy Środkowej      |
| 7.                           | 24.04.1932                   | Wiedeń                       | Węgry                        |                              | 8:2                          | towarzyski                   |
| 8.                           | 22.05.1932                   | Praga                        | Czechosłowacja               |                              | 1:1                          | Puchar Europy Środkowej      |
| 9.                           | 23.10.1932                   | Wiedeń                       | Szwajcaria                   |                              | 3:1                          | Puchar Europy Środkowej      |
| 10.                          | 07.12.1932                   | Londyn                       | Anglia                       | Gol · Gol                    | 3:4                          | towarzyski                   |
| 11.                          | 11.12.1932                   | Bruksela                     | Belgia                       | Gol                          | 6:1                          | towarzyski                   |
| 12.                          | 12.02.1933                   | Paryż                        | Francja                      | Gol                          | 4:0                          | towarzyski                   |
| 13.                          | 09.04.1933                   | Wiedeń                       | Czechosłowacja               |                              | 1:2                          | towarzyski                   |
| 14.                          | 17.09.1933                   | Praga                        | Czechosłowacja               |                              | 3:3                          | towarzyski                   |
| 15.                          | 29.11.1933                   | Glasgow                      | Szkocja                      | Gol                          | 2:2                          | towarzyski                   |
| 16.                          | 10.12.1933                   | Amsterdam                    | Holandia                     |                              | 1:0                          | towarzyski                   |
| 17.                          | 11.02.1934                   | Turyn                        | Włochy                       | Gol · Gol · Gol              | 4:2                          | Puchar Europy Środkowej      |
| 18.                          | 25.03.1934                   | Genewa                       | Szwajcaria                   |                              | 3:2                          | Puchar Europy Środkowej      |
| 19.                          | 15.04.1934                   | Wiedeń                       | Węgry                        | Gol                          | 5:2                          | towarzyski                   |
| 20.                          | 25.04.1934                   | Wiedeń                       | Bułgaria                     | Gol                          | 6:1                          | El. MŚ 1934                  |
| 21.                          | 27.05.1934                   | Turyn                        | Francja                      |                              | 3:2                          | MŚ 1934                      |
| 22.                          | 31.05.1934                   | Bologna                      | Węgry                        | Gol                          | 2:1                          | MŚ 1934                      |
| 23.                          | 03.06.1934                   | Mediolan                     | Włochy                       |                              | 0:1                          | MŚ 1934                      |
| 24.                          | 07.06.1934                   | Neapol                       | III Rzesza                   |                              | 2:3                          | MŚ 1934                      |
| 25.                          | 23.09.1934                   | Wiedeń                       | Czechosłowacja               |                              | 2:2                          | Puchar Europy Środkowej      |
| 26.                          | 07.10.1934                   | Budapeszt                    | Węgry                        | Gol                          | 1:3                          | Puchar Europy Środkowej      |
| 27.                          | 11.11.1934                   | Wiedeń                       | Szwajcaria                   | Gol                          | 3:0                          | Puchar Europy Środkowej      |
| 28.                          | 24.03.1935                   | Wiedeń                       | Włochy                       |                              | 0:2                          | Puchar Europy Środkowej      |
| 29.                          | 14.04.1935                   | Praga                        | Czechosłowacja               |                              | 0:0                          | Puchar Europy Środkowej      |
| 30.                          | 12.05.1935                   | Budapeszt                    | Węgry                        | Gol · Gol                    | 3:6                          | towarzyski                   |
| 31.                          | 19.01.1936                   | Madryt                       | Hiszpania                    | Gol                          | 5:4                          | towarzyski                   |
| 32.                          | 26.01.1936                   | Porto                        | Portugalia                   | Gol                          | 3:2                          | towarzyski                   |
| 33.                          | 22.03.1936                   | Wiedeń                       | Czechosłowacja               |                              | 1:1                          | Puchar Europy Środkowej      |
| 34.                          | 05.04.1936                   | Wiedeń                       | Węgry                        | Gol                          | 3:5                          | towarzyski                   |
| 35.                          | 08.11.1936                   | Zurych                       | Szwajcaria                   |                              | 3:1                          | Puchar Europy Środkowej      |
| 36.                          | 21.03.1937                   | Wiedeń                       | Włochy                       |                              | 2:0                          | towarzyski                   |
| 37.                          | 05.10.1937                   | Wiedeń                       | Łotwa                        |                              | 2:1                          | El. MŚ 1938                  |
| 38.                          | 24.10.1937                   | Praga                        | Czechosłowacja               |                              | 1:2                          | Puchar Europy Środkowej      |
| 39.                          | 19.08.1945                   | Budapeszt                    | Węgry                        |                              | 0:2                          | towarzyski                   |
| 40.                          | 20.08.1945                   | Budapeszt                    | Węgry                        |                              | 2:5                          | towarzyski                   |

## Sukcesy
Wacker Wiedeń
- Mistrzostwo Austrii (1): 1946/47
- Puchar Austrii (1): 1946/47